# Серце Анд
«Серце Анд» — велика пейзажна картина американського художника Фредеріка Едвіна Черча, написана маслом на полотні, висотою близько 1,7 метрів і шириною майже 3 метри вона зображує ідеалізований ландшафт південноамериканських Анд, куди Черч подорожував двічі. Його виставка в квітні 1859 року стала сенсацією, утвердивши Черча як провідного пейзажиста в Сполучених Штатах. Картина знаходиться в колекції Метрополітен-музею в Нью-Йорку з 1909 року і є однією з найвідоміших робіт Черча.

## Передісторія

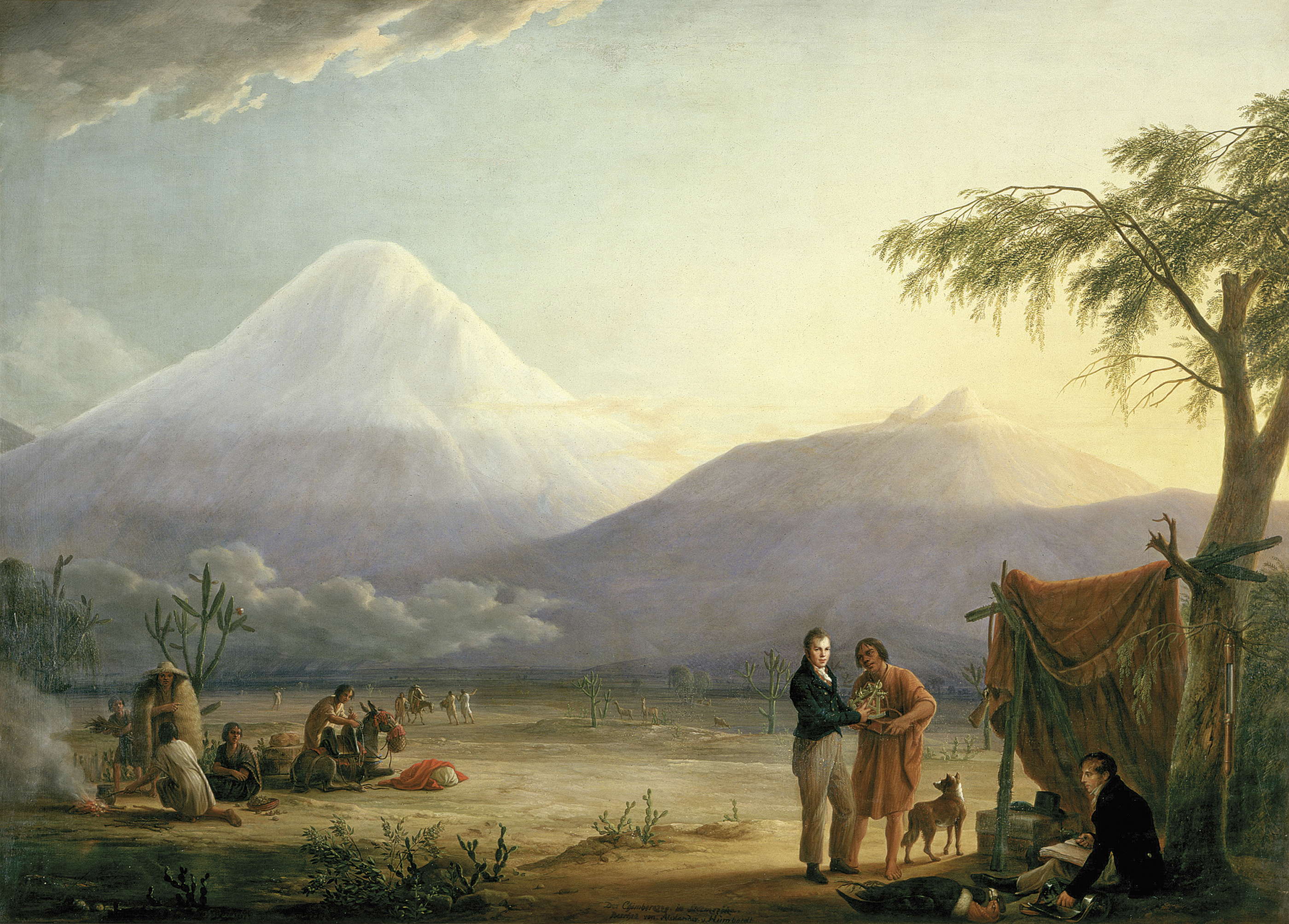
Фрідріх Георг Вайч «Александер фон Гумбольдт і Еме Бонплан біля підніжжя Чимборасо» (1810)

У 1853 і 1857 роках Черч подорожував Еквадором і Колумбією за фінансової підтримки бізнесмена Сайруса Веста Філда, який хотів використати картини Черча, щоб заманити інвесторів у свої південноамериканські підприємства. Черч був натхненний прусським натуралістом і дослідником Александером фон Гумбольдтом і його трактатом «Космос» 1845 року. Гумбольдт був одним із останніх видатних науковців широкого профілю, і його слава стала подібною до слави Альберта Ейнштейна через століття. У другому томі «Космосу» Гумбольдт описав вплив пейзажного живопису на вивчення природного світу, вважаючи, що мистецтво є одним із найвищих проявів любові до природи, і закликав художників зобразити «фізіономію» пейзажу. Черч повторив подорожі Гумбольдта Південною Америкою.

## Опис і впливи
«Серце Анд» — це композиція південноамериканської топографії, яку Черч спостерігав під час своїх подорожей. Внизу картини, трохи праворуч від центру, зображено водойму біля водоспаду. Вдалині видно засніжену гору Чимборасо в Еквадорі; погляд глядача підводиться до неї темнішими, ближчими схилами, які опускаються справа наліво. Свідченням присутності людей є ледь протоптана стежка, село й церква, що лежать на центральній рівнині, а ближче до переднього плану перед хрестом видно двох місцевих жителів. Церква, фірмова деталь у картинах Черча, є католицькою, іспансько-колоніальною, й здається недоступною з точки зору глядача. Підпис Черча вирізано на корі виділеного на передньому плані дерева зліва. Гра світла на його підписі була інтерпретована як заява художника про здатність людини приборкати природу, але це дерево зображено в поганому стані, порівняно з яскравими джунглями, які його оточують.
Пейзаж Черча відповідав естетичним принципам живописності, запропонованим британським теоретиком Вільямом Гілпіном, згідно яких треба починати з ретельного спостереження за природою й керуватися особливими уявленнями про композицію та гармонію. Зіставлення плавних і неправильних форм було важливим принципом, який представлено в «Серці Анд» округлими пагорбами й водоймою з одного боку та контрастними зубчастими горами й грубими деревами з іншого.
Теорія британського критика Джона Раскіна також мала важливий вплив на Черча. «Сучасні художники» Раскіна були п'ятитомним трактатом про мистецтво, який, за словами американського художника Вортінгтона Віттреджа, до середини століття був «у руках кожного пейзажиста». Раскін наголошував на пильному спостереженні природи й розглядав мистецтво, мораль і природний світ духовно єдиними. Дотримуючись цієї теорії, картина детально відображає пейзаж у всіх масштабах — від химерного листя, птахів і метеликів на передньому плані до всеосяжного зображення природного середовища, яке досліджував Черч. Наявність хреста говорить про мирне співіснування релігії з ландшафтом.

## Виставки
Картина «Серце Анд» була вперше публічно виставлена з 29 квітня по 23 травня 1859 року в Tenth Street Studio Building у Нью-Йорку. Черч і раніше з великим успіхом виставляв окремі картини, наприклад, «Ніагару» (1857). Ця подія зібрала безпрецедентну кількість відвідувачів для виставки однієї картини в Сполучених Штатах: понад 12 000 людей заплатили вхідний внесок у розмірі двадцяти п'яти центів, щоб побачити картину. Навіть в останній день показу відвідувачі годинами чекали в черзі, щоб потрапити до виставкової кімнати.
Немає записів про зовнішній вигляд чи розташування експозиції в Tenth Street Studio Building. Широко стверджували, хоча, ймовірно, помилково, що кімната була прикрашена пальмовим листям і що для освітлення картини використовувалися газові ліхтарі зі срібними відбивачами. Більш певним є те, що «рама» картини, схожа на вікно, мала ширину чотирнадцять футів і висоту майже тринадцять, що ще більше вражало глядачів. Ймовірно, вона була зроблена з коричневого каштана, що є відрізняло її від більш популярної позолоченої рами. Основа конструкції стояла на підлозі, таким чином горизонт пейзажу був на рівні очей глядача. Картину обрамляли штори, що створювало відчуття краєвиду з вікна. Світловий люк, спрямований на полотно, посилював відчуття того, що картина освітлена зсередини, як і темні тканини, задрапіровані на стіни студії, щоб поглинати світло. Відвідувачам надавали театральні біноклі, щоб вони могли розглядати деталі пейзажу або, можливо, щоб добре розглянути картину взагалі, враховуючи скупченість у виставковій кімнаті.
Полотно Черча справляло сильний вплив на глядача; тогочасний свідок писав: «Жінки непритомніли. І чоловіки, і жінки піддалися поєднанню жаху та запаморочення, яке вони визнавали піднесеним. Багато з них пізніше опишуть відчуття занурення або поглинення цією картиною, розміри якої, подання та предмет говорять про божественну силу природи».
До вхідної книжки додавалися дві брошури про картину: «Супутник серця Анд» Теодора Вінтропа та «Картина Черча, Серце Анд» преподобного Луї Леграна Ноубля. Подібно до путівників, буклети містили огляд різноманітної топографії картини.
Черч хотів, щоб Гумбольдт, його інтелектуальний наставник, побачив його шедевр. Ближче до кінця першої виставки, 9 травня 1859 року, він написав про це бажання американському поетові Баярду Тейлору.
Гумбольдт однак помер 6 травня, тому запланована відправка картини до Європи не відбулася. Це розчарувало Черча, але незабаром він зустрів свою майбутню дружину Ізабель на виставці в Нью-Йорку. Пізніше в 1859 році картина була виставлена в Лондоні (4 липня — приблизно 14 серпня), де її очікувала така ж популярність. Із 10 жовтня по 5 грудня вона знову виставлялася в Нью-Йорку. У наступні кілька років покази відбулися в Бостоні, Філадельфії, Балтіморі, Цинциннаті, Чикаго та Сент-Луїсі. Виставка 1864 року на Metropolitan Sanitary Fair на Юніон-сквер у Нью-Йорку задокументована краще, ніж оригінальна, із збереженими фотографіями.

## Репродукція

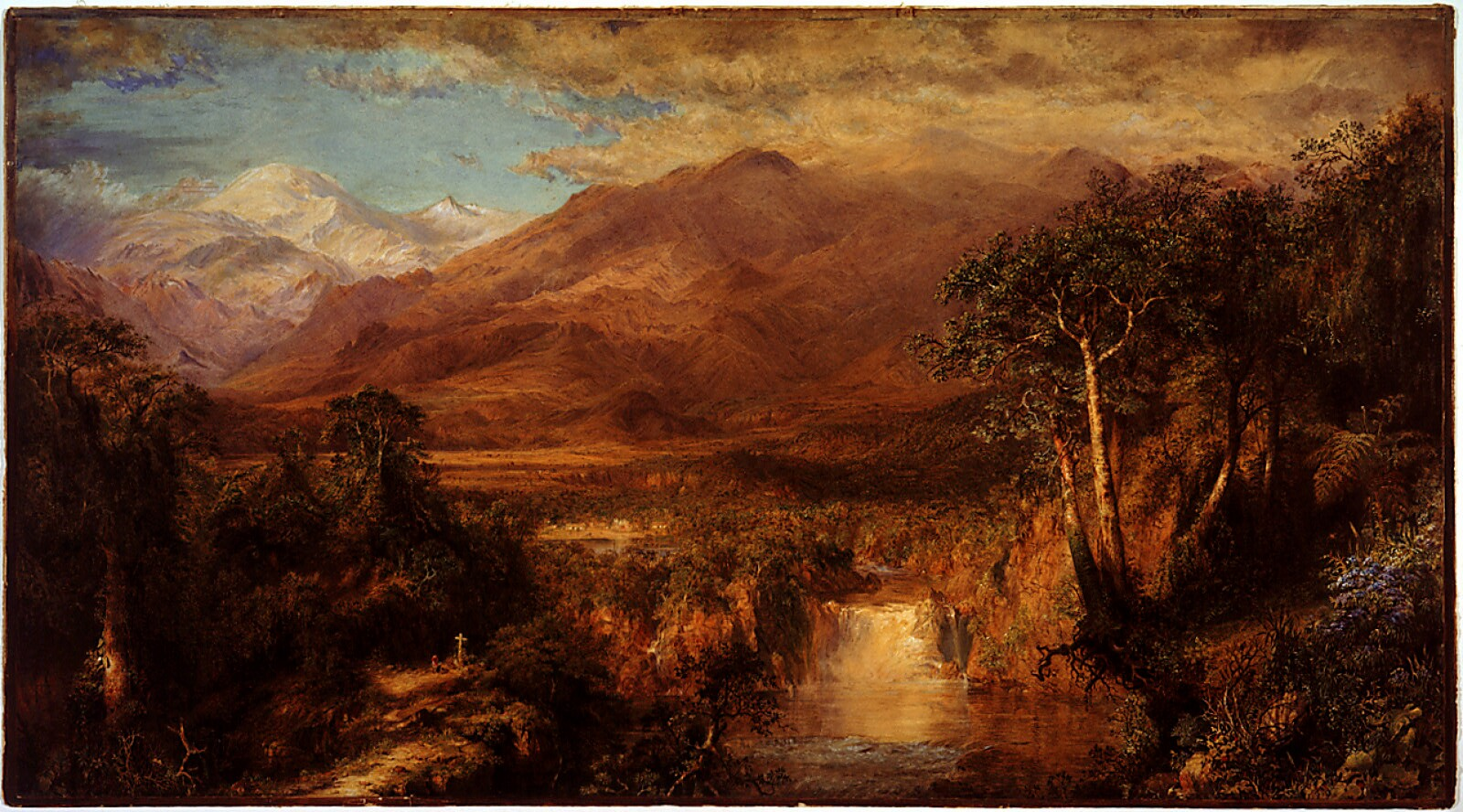
Акварельна копія, створена для гравера (1859—1860; 52,1 × 94 см; Національна галерея мистецтва)

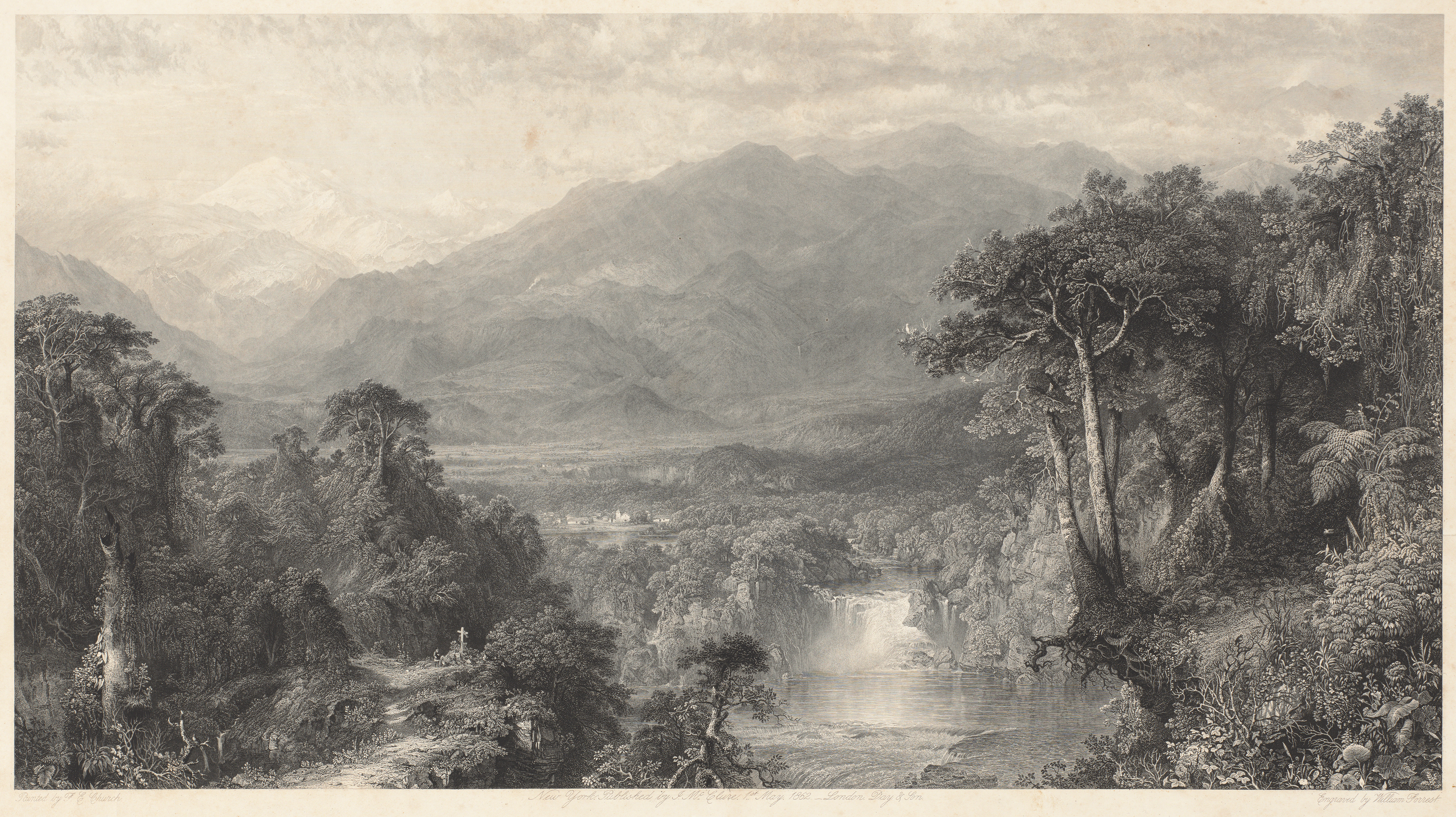
Вільям Форест. Гравюра 1862 року (34,4 х 63,2 см)

Поки картина була в Лондоні, агент Черча домовився про те, щоб Charles Day & Son виготовила з неї гравюру, що дозволило б широко розповсюджувати репродукції та, отже, збільшити прибуток. Десь у цей період була зроблена акварельна копія «Серця Анд». Невідомо, хто намалював копію, але Черч, швидше за все, не художник; був запропонований гравер Річард Вудман або один із його синів. Вважається, що акварель походить з Британії та була виготовлена для використання гравером Вільямом Форестом з Единбургу. Акварель зараз знаходиться в Національній галереї мистецтва (Вашингтон, округ Колумбія).

## Вплив і спадок
Картина отримала широке визнання. На її честь були написані вірші, а композитор Джордж Вільям Воррен присвятив їй твір у 1863 році. Марк Твен описав картину своєму братові Оріону Клеменсу в листі 1860 року: Я щойно повернувся з огляду найдивовижнішої картини, яку коли-небудь бачило це місто — «Серце Анд» Черча… Я бачив її кілька разів, але це завжди нова картина — абсолютно нова — здається, що не бачиш вдруге нічого, що бачив уперше. Ми взяли театральний бінокль і уважно оглянули її красу, бо неозброєним оком неможливо розрізнити маленькі придорожні квіти, м'які тіні й плями сонця, напівприховані пучки трави й струмені води, які формують деякі з її найчарівніших деталей. У ній немає ніякого ефекту перспективи — найвіддаленіший — найдрібніший об'єкт у ньому має яскраво виражену індивідуальність — так що ви можете порахувати саме листя на деревах.
«Нью-Йорк Таймс» писав про «гармонію дизайну» картини та про «хаос акордів або кольорів… багате й впорядковане творінням, сповненим знайомих об'єктів, але абсолютно нових у своїх комбінаціях і значенні».
хаос аккордов и цветов постепенно возникает в очарованном уме — богатое и упорядоченное творение, полное знакомых предметов, но совершенно новое по своим сочетаниям и своему значению.
Зрештою Черч продав роботу Вільяму Тілдену Блоджетту за 10 000 доларів — на той час найвища ціна, сплачена за роботу сучасного американського художника. Крім того, Черч залишив за собою право перепродати картину, якщо він отримає пропозицію принаймні 20 000 доларів США. (Американський пейзажист Альберт Бірштадт перевищив обидві ціни, коли продав «Скелясті гори, пік Ландера» за 25 000 доларів США в 1865 році.) Блоджетт тримав картину до своєї смерті в 1875 році. Її придбала Маргарет Вустер Доус, вдова торговця зерном Девіда Доуса, і після її смерті в лютому 1909 року заповіла Метрополітен-музею. У 1993 році музей провів виставку, де намагалася відтворити умови виставки 1859 року.
Останні описи поміщають його в сучасний тематичний дискурс, включаючи напругу між мистецтвом і наукою та американську територіальну експансію. Розкол між гуманітарними науками та науковим світоглядом почався в 1859 році: «Про походження видів» Чарльза Дарвіна було опубліковано пізніше того ж року, що й картина Черча.